# CAM (casa discografica)
La CAM s.r.l. (acronimo di Creazioni Artistiche Musicali) è una casa discografica italiana attiva dalla fine degli anni cinquanta. Nel 2011 è stata acquisita dal Gruppo Sugar e nel 2020 ha assunto il nome di CAM Sugar.

## Storia della CAM
La CAM fu creata nel 1960 dall'editore Giuseppe Campi, figlio di Agostino Campi già fondatore e proprietario del settimanale "TV Sorrisi e Canzoni", che aveva deciso di entrare nel mercato discografico in maniera attiva.
Principalmente si è occupata di colonne sonore (specializzandosi in questo settore), ma, nel corso della propria attività, ha anche stampato dischi di cantanti non necessariamente legati a film, come Catherine Spaak (che, dopo la creazione della Det, passerà  a quest'ultima casa discografica).
La sede fu stabilita a Roma, in via Virgilio 8; successivamente si trasferì in via Cola Di Renzo 152.
Nel 1979 la CAM esordì con un'iniziativa discografica diffusa attraverso le edicole, dal titolo: Giocate con allegria ; il primo numero (febbraio/maggio 1979) includeva un 33 giri e "Il gioco del gol con Pinocchio".

## I dischi pubblicati
Le date riportate sono indicate sulla base dell'etichetta del disco, del vinile o della copertina; in assenza di data, ci si è basati sulla numerazione del catalogo; se esistenti, sono stati indicati oltre all'anno il mese e il giorno (quest'ultimo dato si trova, a volte, stampato sul vinile).

### 33 giri - Serie CMS
| Numero di catalogo | Anno    | Interprete                                        | Titoli                                         |
| ------------------ | ------- | ------------------------------------------------- | ---------------------------------------------- |
| CMS 30-031         | 1961    | Nino Rota                                         | Il brigante                                    |
| CMS 30-032         | 1961    | Renzo Rossellini                                  | Vanina Vanini                                  |
| CMS 30-035         | 1961    | Carlo Rustichelli                                 | Giorno per giorno disperatamente               |
| CMS 30-038         | 1962    | Riz Ortolani e Nino Oliviero                      | Mondo cane                                     |
| CMS 30-040         | 1962    | Piero Piccioni                                    | Totò Diabolicus                                |
| CMS 30-041         | 1962    | Piero Piccioni                                    | Una vita violenta                              |
| CMS 30-043         | 1962    | Piero Piccioni                                    | La commare secca                               |
| CMS 30-045         | 1962    | Marcello Giombini                                 | Le dolci notti                                 |
| CMS 30-046         | 1962    | Nino Rota                                         | Mysterium Catholicum                           |
| CMS 30-047         | 1962    | Armando Trovaioli                                 | Totò di notte n. 1                             |
| CMS 30-048         | 1962    | Roberto Nicolosi                                  | Universo di notte                              |
| CMS 30-049         | 1962    | Riz ortolani                                      | La donna nel mondo                             |
| CMS 30-050         | 1963    | Piero Piccioni                                    | La città prigioniera                           |
| CMS 30-051         | 1963    | Armando Trovaioli                                 | Rugantino                                      |
| CMS 30-052         | 1963    | Angelo Francesco Lavagnino, Carlo Savina          | Venere Imperiale                               |
| CMS 30-053         | 1963    | Gino Marinuzzi Jr.                                | Hong Kong un addio                             |
| CMS 30-054         | 1963    | Nino Rota                                         | 8 1/2                                          |
| CMS 30-055         | 1963    | Carlo Savina                                      | La vita provvisoria                            |
| CMS 30-058         | 1963    | Antonio Pérez Olea                                | Il peccato                                     |
| CMS 30-060         | 07-1963 | Marina Moran con l'orchestra di Gianni Ferrio     | Lady Bossa Nova in Italy                       |
| CMS 30-061         | 1963    | Piero Piccioni                                    | Il diavolo                                     |
| CMS 30-063         | 1963    | Carlo Rustichelli                                 | Mare matto                                     |
| CMS 30-064         | 1963    | Piero Piccioni                                    | Un tentativo sentimentale                      |
| CMS 30-065         | 1963    | Piero Piccioni                                    | Il boom                                        |
| CMS 30-066         | 1963    | Piero Umiliani                                    | I piaceri proibiti                             |
| CMS 30-068         | 1963    | Piero Umiliani                                    | Mondo matto al neon                            |
| CMS 30-070         | 1963    | Carlo Rustichelli                                 | La frusta e il corpo                           |
| CMS 30-071         | 1963    | Nino Oliviero                                     | Mondo cane n. 2                                |
| CMS 30-072         | 1963    | Riz Ortolani                                      | Mondo di notte n.3                             |
| CMS 30-076         | 1963    | Armando Trovaioli                                 | Ieri, oggi, domani                             |
| CMS 30-078         | 1964    | Ennio Morricone                                   | I malamondo                                    |
| CMS 30-079         | 1964    | Angelo Francesco Lavagnino                        | I tabù                                         |
| CMS 30-080         | 1964    | Carlo Rustichelli                                 | Sei donne per l'assassino                      |
| CMS 30-084         | 1964    | Franco Langella                                   | La donnaccia                                   |
| CMS 30-087         | 1964    | Carlo Rustichelli                                 | La ragazza di Bube                             |
| CMS 30-088         | 1964    | Carlo Rustichelli                                 | I promessi sposi                               |
| CMS 30-089         | 1964    | Carlo Rustichelli                                 | La calda vita                                  |
| CMS 30-090         | 1964    | Nono Oliviero, Bruno Nicolai                      | Il pelo nel mondo                              |
| CMS 30-091         | 1964    | Mario Bertolazzi                                  | La gioia                                       |
| CMS 30-093         | 1964    | Angelo Francesco Lavagnino                        | kali-Yug, la dea della vendetta                |
| CMS 30-096         | 1964    | Carlo Rustichelli                                 | I cavalieri della vendetta                     |
| CMS 30-097         | 1964    | Gianni Ferrio                                     | Massacro al grande canyon                      |
| CMS 30-099         | 1964    | Carlo Savina                                      | L'ora di uccidere                              |
| CMS 30-100         | 1964    | Carlo Savina                                      | Amore mio                                      |
| CMS 30-101         | 1964    | Ivan vandor                                       | Nudi per vivere                                |
| CMS 30-102         | 1964    | Piero Piccioni                                    | La vita agra                                   |
| CMS 30-104         | 1964    | Piero Umiliani                                    | Intrigo a Los Angeles                          |
| CMS 30-105         | 1964    | Piero Umiliani                                    | Mondo matto al neon                            |
| CMS 30-106         | 1964    | Armando Trovaioli                                 | Il fornaretto di Venezia                       |
| CMS 30-108         | 1964    | L'amore primitivo                                 | Franco Riva                                    |
| CMS 30-109         | 1964    | Felice di Stefano                                 | Le sette vipere                                |
| CMS 30-111         | 1964    | Armando Trovaioli                                 | Il mito                                        |
| CMS 30-112         | 1964    | Francesco De Masi                                 | Ti-Koyo e il suo pescecane                     |
| CMS 30-113         | 1964    | Piero Umiliani                                    | Il dono del Nilo                               |
| CMS 30-114         | 1964    | Piero Piccioni                                    | Minnesota Clay                                 |
| CMS 30-115         | 1964    | Piero Piccioni                                    | La fuga                                        |
| CMS 30-116         | 1964    | Carlo Rustichelli                                 | Buffalo Bill. L'eroe del Far West              |
| CMS 30-117         | 1964    | Giovanni Fusco, Carlo Rustichelli, Piero Piccioni | 3 notti d'amore                                |
| CMS 30-119         | 1964    | Riz Ortolani                                      | La vergine di Norimberga                       |
| CMS 30-123         | 1964    | Mario Migliardi                                   | La sfinge sorride prima di morire, Stop Londra |
| CMS 30-124         | 1964    | Giovanni Fusco                                    | Deserto Rosso                                  |
| CMS 30-125         | 1964    | Giorgio Zinzi                                     | La costanza della ragione                      |
| CMS 30-126         | 1964    | Piero Umiliani                                    | Bianco, rosso, giallo, rosa                    |
| CMS 30-127         | 1965    | Teo Uselli                                        | Saul e David                                   |
| CMS 30-128         | 1965    | Gioacchino Angelo                                 | Le maledette pistole di Dallas                 |
| CMS 30-129         | 1965    | Angelo Francesco Lavagnino                        | 5000 dollari sull'asso                         |
| CMS 30-130         | 1965    | Gioacchino Angelo                                 | Tre dollari di piombo                          |
| CMS 30-131         | 1965    | Piero Umiliani                                    | Una bella grinta                               |
| CMS 30-132         | 1965    | Carlo Rustichelli                                 | La frusta e il corpo                           |

### 33 giri - Serie CDR
| Numero di catalogo | Anno | Interprete        | Titoli |
| ------------------ | ---- | ----------------- | --- |
| CDR 33-17 (66437)  | 1966 | Carlo Rustichelli | Musica e Immagine – Antologia musicale di colonne sonore originali da 12 films di successo A1: Canto d'amore (dal Film "Divorzio all'italiana"), A2: Marcia funebre (dal Film "Divorzio all'italiana"), A3: Tarantella della Liberazione (dal Film "Le quattro giornate di Napoli"), A4: T'aspetto Ippolita (dal Film "La bellezza di Ippolita"), A5: Marcia della cinghia (dal Film "I compagni"), A6: Cha cha cha (dal Film "Mamma Roma"), A7: Il paparazzo di Milano (dal Film "Signore e signori"), A8: Se è vero amore (dal Film "Signore e signori"), B1: Io, io, io... e gli altri (dal Film "Io, io, io... e gli altri"), B2: Non è niente (dal Film "La calda vita"), B3: Bube addio (dal Film "La ragazza di Bube"), B4: Unni si (dal Film "Mare matto"), B5: Valzer degli ubriachi (dal Film "Mare matto"), B6: L'Onuri di Nascaluni (dal Film "Sedotta e abbandonata"), B7: Dicerie (dal Film "Sedotta e abbandonata"), B8: Nelle tue braccia (dal Film "Tre notti d'amore") |

### 33 giri - Serie CML
Questa serie comprende sonorizzazioni o library.
| Numero di catalogo | Anno | Interprete | Titoli                                                        |
| ------------------ | ---- | --- | ------------------------------------------------------------- |
| CML 001            | 1971 | Vittorio Gelmetti | Musiche Aleatorie - Collage - Memorie                         |
| CML 002            | 1971 | Piero Piccioni, Gianni Ferrio, Carlo Rustichelli, Nino Rota, Carlo Savina, Angelo Francesco Lavagnino, Michele Lacerenza, Zanagoria (Giorgio Carnini), Ugo Calise | Batteria e percussioni                                        |
| CML 003            | 1971 | Carlo Savina, Piero Piccioni, Giovanni Fusco, Gianni Ferrio, Nino Rota, Armando Trovajoli, Ennio Morricone, Lando Fiorini, Ugo Calise | Musiche Degli Anni 1920-1930                                  |
| CML 004            | 1971 | Zanagoria (Giorgio Carnini) | Folklore Nel Mondo                                            |
| CML 005            | 1972 | Zanagoria (Giorgio Carnini) | Musiche da tutto il mondo                                     |
| CML 006            | 1972 | Daniele Patucchi, Gianni Marchetti, Gianni Ferrio, Riz Ortolani, Fiorenzo Carpi, Piero Piccioni, Stelvio Cipriani, Bill Conti | Attualita - Monoscopio - Siglette                             |
| CML 007            | 1972 | Piero Piccioni, Michele Lacerenza, Ennio Morricone, Angelo Francesco Lavagnino, Guido Robuschi, Armando Trovajoli, Roberto Pregadio, Stelvio Cipriani, Gianni Ferrio, Carlo Rustichelli | Incalzante - Cupo - Angoscioso - Thrilling - Agitato (N. 1)   |
| CML 008            | 1972 | Stefano Torossi, Benedetto Ghiglia, Giovanni Fusco, Piero Piccioni | Incalzante - Cupo - Angoscioso - Thrilling - Agitato (N. 2)   |
| CML 009            | 1972 | Ennio Morricone, Stefano Torossi, Armando Trovajoli, Nino Rota | Grottesco - Comico - Ironico                                  |
| CML 010            | 1972 | Ennio Morricone, Gianni Ferrio, Francesco de Masi | Magico - Strano - Misterioso - Subacqueo                      |
| CML 011            | 1972 | Stelvio Cipriani, Stefano Torossi, Manuel De Sica, Gianni Marchetti, Ennio Morricone, Piero Umiliani, Gianni Ferrio | Sentimentale - Moderno                                        |
| CML 012            | 1972 | Peer Raben, Carlo Rustichelli, Benedetto Ghiglia, Nico Fidenco, Marcello Giombini, Piero Piccioni, Gino Peguri, Gino Marinuzzi (1920-1996), Armando Trovajoli | Musica antica                                                 |
| CML 013            | 1972 | Piero Piccioni, Peer Raben, Stelvio Cipriani, Gianni Marchetti, Marcello Ciorciolini, Nino Oliviero, Riz Ortolani, Bruno Nicolai | Bello - Arioso - Panoramico                                   |
| CML 014            | 1972 | William Assandri, Luvercy Fiorini, Antonio Cimini, Sergio Falcinelli | Fantasia Contemporanea                                        |
| CML 015            | 1972 | Franco Goldani | Musica sull'aia                                               |
| CML 016            | 1972 | Ennio Morricone, Ugo Calise, Gianni Ferrio, Carlo Rustichelli, Bruno Nicolai, Gino Marinuzzi (1920-1996), Wolmer Beltrami | Miscellanea                                                   |
| CML 017            | 1972 | Gianfranco Plenizio, Stelvio Cipriani, Armando Trovajoli, Piero Piccioni, Carlo Savina, Piero Umiliani, Roberto Pregadio, Sante Maria Romitelli | Paesi & Folklore                                              |
| CML 018            | 1972 | Piero Piccioni, Bill Conti, Gianfranco Plenizio, Gianni Marchetti, Guido Robuschi, Carlo Savina, Piero Piccioni, Roberto Pregadio | Night Club - Cocktail - Mode                                  |
| CML 019            | 1973 | Enrico Cortese | Per organo solo                                               |
| CML 020            | 1973 | Francesco de Masi, Armando Trovajoli, Stelvio Cipriani, Bruno Nicolai, Riz Ortolani, Piero Piccioni, Ennio Morricone, Gianfranco Plenizio, Daniele Patucchi, Nico Fidenco | Romantico                                                     |
| CML 021            | 1973 | Ennio Morricone, Piero Piccioni, Bill Conti | Psichedelico - Introspettivo - Flashback                      |
| CML 022            | 1973 | Gianni Ferrio, Stelvio Cipriani, Ennio Morricone | Giallo 1: Ambiente, Movimento                                 |
| CmL 023            | 1973 | Stelvio Cipriani, Ennio Morricone, Carlo Savina | Giallo 2: Suspense, Drammatico                                |
| CML 024            | 1973 | Ennio Morricone, Benedetto Ghiglia, Michele Lacerenza | Patetico                                                      |
| CML 025            | 1973 | Daniele Patucchi, Mario Nascimbene, Ennio Morricone | Industriale, Ecologico                                        |
| CML 026            | 1973 | Ugo Calise | Mappamondo (Musiche Di Terra E Di Mare), Vol. 1               |
| CML 027            | 1973 | Ugo Calise | Mappamondo (Musiche Di Terra E Di Mare), Vol. 2               |
| CML 028            | 1973 | Daniele Patucchi | Brani Drammatici, Violenti E Suspense                         |
| CML 029            | 1973 | Daniele Patucchi | Brani Ritmici A Sottofondo                                    |
| CML 030            | 1973 | Daniele Patucchi | Temi Conduttori Sentimentali                                  |
| CML 031            | 1973 | Daniele Patucchi | Temi Conduttori Brillanti                                     |
| CML 032            | 1973 | Marcello Giombini | Overground                                                    |
| CML 033            | 1973 | Marcello Giombini | Synthomania                                                   |
| CML 034            | 1973 | Giacomo Dell'Orso, Nico Fidenco | Stati D'Animo Vol.1 (Situazioni Varie)                        |
| CML 035            | 1973 | Aldo Tamborrelli, Nico Fidenco | Stati D'Animo Vol.2                                           |
| CML 036            | 1973 | Adriano Tomassini, Nico Fidenco | International Panoramic                                       |
| CML 037            | 1973 | Giampiero Boneschi | A New Sensation In Sound vol.1                                |
| CML 038            | 1973 | Giampiero Boneschi | A New Sensation In Sound vol.2                                |
| CML 039            | 1973 | Giampiero Boneschi | A New Sensation In Sound vol.3                                |
| CML 040            | 1973 | Giampiero Boneschi | A New Sensation In Sound vol.4                                |
| CML 041            | 1974 | Giampiero Boneschi | A New Sensation In Sound vol.5                                |
| CML 042            | 1974 | Giampiero Boneschi | A New Sensation In Sound vol.6                                |
| CML 043            | 1973 | Giampiero Boneschi | A New Sensation In Sound (Fantastic, futuristic, music) vol.1 |
| CML 044            | 1973 | Giampiero Boneschi | A New Sensation In Sound (Fantastic, futuristic, music) vol.2 |
| CML 045            | 1973 | Giampiero Boneschi | A New Sensation In Sound (New Sounds Of The West)             |
| CML 046            | 1974 | Giampiero Boneschi | Relaxing Musical                                              |
| CML 047            | 1974 | Nico Fidenco | Tuttofare - Situazioni E Ambienti Vari                        |
| CML 048            | 1974 | Ugo Calise | Mappamondo (Musiche Di Terra E Di Mare), Vol. 3               |
| CML 049            | 1974 | William Assandri | Passeggiata francese                                          |
| CML 050            | 1974 | Mario Molino | Mario Molino 1                                                |
| CML 051            | 1974 | Mario Molino | Mario Molino 2                                                |
| CML 052            | 1974 | Mario Molino | Mario Molino 3                                                |
| CML 053            | 1974 | Elio Maestosi, Stefano Liberati | Temi D'Amore Giovanili                                        |
| CML 054            | 1974 | Elio Maestosi, Stefano Liberati | Musiche Di Carattere Russo                                    |
| CML 055            | 1974 | Lamartine (Odoardo Radicchi) | Mondo Infantile                                               |
| CML 056            | 1974 | Giampiero Boneschi | A New Sensation In Sound vol.7                                |
| CML 057            | 1974 | Giampiero Boneschi | A New Sensation In Sound vol.8                                |
| CML 058            | 1974 | Alfonso Santisteban | Rinascimento                                                  |
| CML 059            | 1974 | Alfonso Santisteban | Night Club (Suspense e Jazz)                                  |
| CML 060            | 1974 | Alfonso Santisteban | Ambiente e Folklore                                           |
| CML 061            | 1974 | Giampiero Boneschi | A New Sensation In Sound vol.9                                |
| CML 062            | 1974 | Giampiero Boneschi | A New Sensation In Sound (The New Sound Of A Voice)           |
| CML 063            | 1974 | Giampiero Boneschi | A New Sensation In Sound (Relaxing Musical Themes) vol.1      |
| CML 064            | 1974 | Giampiero Boneschi | A New Sensation In Sound (Relaxing Musical Themes) vol.2      |
| CML 065            | 1974 | Giampiero Boneschi | A New Sensation In Sound (Fantastic, futuristic, music) vol.1 |
| CML 066            | 1974 | Giampiero Boneschi | A New Sensation In Sound (Fantastic, futuristic, music) vol.2 |
| CML 067            | 1974 | Giampiero Boneschi | A New Sensation In Sound (Fantastic, futuristic, music) vol.3 |
| CML 068            | 1974 | Nico Fidenco | La ragazzina (colonna sonora)                                 |
| CML 069            | 1974 | Giampiero Boneschi | A New Sensation In Sound (Fantastic, futuristic, music) vol.4 |
| CML 070            | 1974 | Mario Molino | Mario Molino 4 Hawaiana                                       |
| CML 071            | 1974 | Mario Molino | Mario Molino 5                                                |
| CML 072            | 1974 | Nico Fidenco | Commercial Sound                                              |
| CML 073            | 1974 | Nico Fidenco | Emotions Sound                                                |
| CML 074            | 1974 | Alfonso Zenga | Un Mondo Di Immagini                                          |
| CML 075            | 1974 | Philippe Sarde, Vladimir Cosma, Bruno Nicolai, François de Roubaix | Industria                                                     |
| CML 076            | 1974 | Philippe Sarde, Paul Misraki, Claude Bolling, Bruno Nicolai | Romantic Mood                                                 |
| CML 077            | 1974 | Philippe Sarde, Vladimir Cosma, François de Roubaix | Ambiente Di Suspense                                          |
| CML 078            | 1974 | François de Roubaix, Paul Misraki, Claude Bolling, Bruno Nicolai | Atmosfera Caratteristica                                      |
| CML 079            | 1974 | François de Roubaix, Paul Misraki, Philippe Sarde, Michel Magne | Atmosfera Giovanile, Gaia                                     |
| CML 080            | 1974 | Philippe Sarde, Bruno Nicolai | Ambiente Triste E Drammatico                                  |
| CML 081            | 1974 | Philippe Sarde, Paul Misraki, Claude Bolling, Bruno Nicolai | Musei - Vetrine - Moda - Night Club                           |
| CML 082            | 1975 | Francesco Turnaturi | Spensieratamente                                              |
| CML 083            | 1975 | Alfonso Zenga | On The Beach                                                  |
| CML 084            | 1975 | Gianfranco Plenizio | Song Song Song                                                |
| CML 085            | 1975 | Konrad Plaickner | Ideas Para El Monoscopia                                      |
| CML 086            | 1975 | Gianni Ferrio, Claudio Tallino, Luis Bacalov, Roberto Nicolosi, Angelo Francesco Lavagnino, Stelvio Cipriani, Michele Lacerenza, Carlo Rustichelli, Gianfranco Plenizio, Carlo Savina, Giovanni Fusco, Daniele Patucchi | Legamenti (Disco N. 1)                                        |
| CML 087            | 1975 | Nico Fidenco, Daniele Patucchi, Carlo Rustichelli, Vasco Vassil Kojucharov, Sante Maria Romitelli, Stelvio Cipriani, Carlo Savina, Guido De Angelis, Maurizio De Angelis, Gianfranco Plenizio, Roberto Pregadio, Gianni Ferrio, Fiorenzo Carpi, Francesco de Masi                                                                               | Legamenti (Disco N. 2)                                        |
| CML 088            | 1975 | Gianni Ferrio, Giuseppe Mazzuca, Carlo Savina, Francesco de Masi, Manuel De Sica, Franco Godi, Armando Trovajoli, Nico Fidenco, Sante Maria Romitelli, Stelvio Cipriani, Gianfranco Plenizio, Roberto Pregadio, Mario Migliardi, Angelo Francesco Lavagnino, Fiorenzo Carpi, Daniele Patucchi, Vittorio Gelmetti, Alain Leroux, Stefano Torossi | Legamenti (Disco N. 3)                                        |
| CML 089            | 1975 | Alfonso Santisteban | Spanish Moog                                                  |
| CML 090            | 1975 | Alfonso Santisteban | Jazz Para Una Noche De Verano                                 |
| CML 091            | 1975 | Alfonso Santisteban | Situazioni Per Orchestra                                      |
| CML 092            | 1975 | Vasco Vassil Kojucharov, Alain Leroux, Roberto Pregadio, Gianni Ferrio, Luis Bacalov, Daniele Patucchi, Carlo Rustichelli, Sante Maria Romitelli, Stelvio Cipriani, Marcello Gigante, Alessandro Nadin, Roberto Nicolosi, Angelo Francesco Lavagnino, Michele Lacerenza, Gianni Marchetti, Manuel De Sica                                       | Legamenti (Disco N.1 Bis)                                     |
| CML 192            | 1985 | L. E. Bacalov, Ennio Morricone, Francesco Accolla, Gianfranco Plenizio | Classical Age                                                 |
| CML 211            | 1980 | Carlo Silioto | Grooves                                                       |

### 33 giri - Serie CMT
| Numero di catalogo | Anno | Interprete                                                                    | Titoli                                   |
| ------------------ | ---- | ----------------------------------------------------------------------------- | ---------------------------------------- |
| CMT 001            | 196? | Angelo Francesco Lavagnino, Armando Trovajoli, Carlo Rustichelli              | Colonna sonora originale: Tema Romantici |
| CMT 004            | 1964 | Ennio Morricone, Marcello Giombini, Carlo Rustichelli                         | Colonna sonora originale: Temi Western   |
| CMT 005            | 196? | Marcello Giombini, Gino Marinuzzi (1920-1996), Giovanni Fusco                 | Colonna sonora originale: Temi Agresti   |
| CMT 006            | 196? | Aldo Piga, Armando Trovajoli, Carlo Savina, Giovanni Fusco, Marcello Giombini | Colonna sonora originale: Pastorale      |
| CMT 007            | 196? | Carlo Savina, Armando Trovajoli, Riz Ortolani                                 | Colonna sonora originale: Fantascienza   |
| CMT 0010           | 196? | Ennio Morricone, Angelo Francesco Lavagnino, Nino Rota                        | Colonna sonora originale: Natalizio      |

### 33 giri - Serie MAG
| Numero di catalogo | Anno    | Interprete      | Titoli                                        |
| ------------------ | ------- | --------------- | --------------------------------------------- |
| MAG 10.005         | 1968    | Piero Piccioni  | Il momento della verità                       |
| MAG 10-010         | 03-1968 | Ennio Morricone | Escalation (colonna sonora)                   |
| MAG 10-014         | 06-1968 | Ennio Morricone | Comandamenti per un gangster (colonna sonora) |

### 33 giri - Serie SAG
| Numero di catalogo | Anno    | Interprete                        | Titoli                                                   |
| ------------------ | ------- | --------------------------------- | -------------------------------------------------------- |
| SAG 9001           | 1967    | Gianni Marchetti                  | L'occhio selvaggio                                       |
| SAG 9002           | 1968    | Carlo Rustichelli                 | L'uomo, l'orgoglio, la vendetta                          |
| SAG 9003           | 1968    | The Swingle Singers               | Operazione San Pietro                                    |
| SAG 9004           | 1968    | Charles Dumont / Stelvio Cipriani | The Belle Starr Story / Un Uomo, Un Cavallo, Una Pistola |
| SAG 9005           | 1968    | Sante Maria Romitelli             | Spara Gringo,spara                                       |
| SAG 9006           | 1968    | Bruno Nicolai (Ennio Morricone)   | Corri uomo corri                                         |
| SAG 9007           | 1968    | Nico Fidenco                      | El "Che" Guevara                                         |
| SAG 9008           | 1968    | Johnny Hawksworth                 | The Penthouse                                            |
| SAG 9009           | 1968    | Franco Godi                       | Vip mio fratello superuomo                               |
| SAG 9010           | 10-1968 | Ennio Morricone                   | Partner / Galileo                                        |
| SAG 9011           | 1969    | Gianni Marchetti                  | Il Magnifico Tony Carrera                                |
| SAG 9026           | 1969    | Ugo Calise                        | Sette mari                                               |
| SAG 9030           | 1970    | Bruno Nicolai                     | Waterloo (film 1970)                                     |
| SAG 9032           | 11-1970 | Ennio Morricone                   | Quando le donne avevano la coda                          |
| SAG 9036           | 1971    | Ennio Morricone                   | Incontro                                                 |
| SAG 9050           | 1972    | Daniele Patucchi                  | Los Amigos                                               |
| SAG 9056           | 1974    | Daniele Patucchi                  | Pane e cioccolata                                        |
| SAG 9057           | 1974    | Manuel De Sica                    | Il viaggio                                               |
| SAG 9067           | 1976    | Ennio Morricone                   | L'eredità Ferramonti                                     |
| SAG 9086           | 1978    | Ennio Morricone                   | Noi lazzaroni                                            |
| SAG 9089           | 1978    | Ennio Morricone                   | Le mani sporche                                          |
| SAG 9091           | 12-1978 | Ennio Morricone                   | L'immoralità                                             |
| SAG 9094           | 1978    | Franco Campanino                  | L'insegnante viene a casa                                |
| SAG 9095           | 1979    | Ennio Pellegrini                  | Bolle nell'aria                                          |
| SAG 9100           | 1980    | Ennio Morricone                   | Il prato                                                 |
| SAG 9105           | 1980    | Ennio Morricone                   | Scacchiera musicale, Vol. 1                              |
| SAG 9118           | 1982    | James Rogers                      | Even... Unknown Terror                                   |

### 33 giri - Serie CAMPI
| Numero di catalogo | Anno | Interprete                                         | Titoli                                |
| ------------------ | ---- | -------------------------------------------------- | ------------------------------------- |
| LC 3               | 1970 | Gianni Marchetti, Ennio Morricone, Nino Oliviero   | For You: Ci vuol tanto poco...        |
| LC 4               | 1970 | Armando Trovajoli, Giovanni Fusco, Ennio Morricone | For You: Sono in gabbia per te, ma... |
| LC 5               | 1970 | Ennio Morricone, Riz Ortolani, Gianni Ferrio       | For You: Pistaaaa!...                 |

### EP - Serie CEP
| Numero di catalogo | Anno    | Interprete      | Titoli                                                                            |
| ------------------ | ------- | --------------- | --------------------------------------------------------------------------------- |
| CEP 45-108         | 11-1963 | Ennio Morricone | Le monachine (colonna sonora)                                                     |
| CEP 45-120         | 1964    | Ennio Morricone | La voglia matta: Sole e sogni / Desiderio di te / Agosto jazz / Miraggio africano |

### 45 giri - Serie CA
| Numero di catalogo | Anno    | Interprete                                  | Titoli                                                                                                 |
| ------------------ | ------- | ------------------------------------------- | --- |
| CA 2431            | 06-1962 | Jo Garsò                                    | Hallo vagabondo / Così tu ed io                                                                        |
| CA 2432            | 1962    | Roby Castiglione                            | I nuovi angeli / Tutti gli altri                                                                       |
| CA 2433            | 06-1962 | Jo Garsò                                    | La risacca / Sea Twist                                                                                 |
| CA 2471            | 1962    | Roby Castiglione                            | Tutti a Roma / Marcia su Romae                                                                         |
| CA 2473            | 1962    | Roby Castiglione                            | Ormai / Tu non sei fatta per piangere                                                                  |
| CA 2482            | 1963    | Nora Orlandi                                | Hanno detto / Dora                                                                                     |
| CA 2499            | 1963    | Marina Moran                                | Un desiderio per l'estate / Non mi dire "Adeus"                                                        |
| CA 2501            | 1963    | Marina Moran                                | Poche parole / Samba Do Bom                                                                            |
| CA 2511            | 1963    | Piero Piccioni                              | Paparazzo's Cha Cha Cha / Baby Don't Kiss Me                                                           |
| CA 2523            | 10-1963 | Carlo Rustichelli                           | Windsor Concerto parte (parte prima) /Windsor Concerto (parte seconda) (dal film La frusta e il corpo) |
| CA 2541            | 1963    | Piero Piccioni                              | Dallas Story p.1 / Dallas Story p.2                                                                    |
| CA 2545            | 1964    | Francesco Saverio Mangieri                  | Joconda / Ciao, ciao, ciao                                                                             |
| CA 2546            | 01-1964 | Ennio Morricone                             | Penso a te / Questi vent'anni miei (dal film I malamondo)                                              |
| CA 2547            | 01-1964 | Ennio Morricone                             | La prima volta / L'ultima volta (dal film I malamondo)                                                 |
| CA 2548            | 1964    | Francesco Saverio Mangieri e i suoi solisti | Joconda sigla trasmissione Radiotelefortuna / Ciao, ciao, ciao (il treno)                              |
| CA 2575            | 1964    | Ennio Morricone                             | Sole e sogni / Desiderio di te (dal film La voglia matta)                                              |
| CA 2586            | 1964    | Piero Piccioni                              | Il dono del Nilo / Mercato arabo                                                                       |
| CA 2606            | 1964    | Piero Piccioni                              | Bianco, rosso, giallo, rosa / Milano Blues                                                             |

### 45 giri - Serie CE
| Numero di catalogo | Anno | Interprete  | Titoli                         |
| ------------------ | ---- | ----------- | ------------------------------ |
| CE 10-011          | 1966 | Peter Tevis | A man must fight/Special agent |

### 45 giri - Serie CDR
| Numero di catalogo | Anno | Interprete                                   | Titoli                                                                      |
| ------------------ | ---- | -------------------------------------------- | --------------------------------------------------------------------------- |
| CDR 45-3           | 1965 | Fernando Palmari                             | Chiedo/È vero                                                               |
| CDR 45-7           | 1965 | Nino Rota; orchestra diretta da Carlo Savina | La ballerina del circo Snap/Mi basta chiuedere gli occhi                    |
| CDR 45-25          | 1965 | Francesco De Masi                            | Lolanda love song/Ghepardo cuela (dal film F.B.I. operazione vipera gialla) |
| CDR 46-31          | 1966 | Enzo Guarini                                 | Lo guarracino/All'oscuro di tutto                                           |

### 45 giri - Serie AMP
| Numero di catalogo | Anno    | Interprete                                                                | Titoli                                                                 |
| ------------------ | ------- | ------------------------------------------------------------------------- | ---------------------------------------------------------------------- |
| AMP 12             | 1966    | Michele Lacerenza                                                         | Johnny's theme/Necklace of pearls                                      |
| AMP 13             | 1966    | Riz Ortolani                                                              | Non faccio la guerra, faccio l'amore/Don Getullo                       |
| AMP 22             | 1967    | I Cantori Moderni di Alessandroni con l'orchestra di Benedetto Ghiglia    | Sulle strisce/Debra                                                    |
| AMP 24             | 11-1967 | Ennio Morricone                                                           | La Cina è vicina / Ninna nanna                                         |
| AMP 27             | 09-1967 | Gianni Marchetti                                                          | Farfalle/Auparvilla                                                    |
| AMP 28             | 1967    | Piero Piccioni                                                            | Hooray/Il Nero                                                         |
| AMP 37             | 04-1968 | Ennio Morricone                                                           | Escalation / Secondo rito                                              |
| AMP 38             | 1968    | Giovanni Fusco                                                            | È forse la pace?/Umori di una terra                                    |
| AMP 40             | 1968    | Ennio Morricone (cantano Le Voci Bianche di Renata Cortiglioni)           | Grazie zia / Guerra e pace pollo e brace                               |
| AMP 41             | 1968    | Fiorenzo Carpi                                                            | Italian Secret Service/The ways                                        |
| AMP 45             | 1968    | Gianni Ferrio                                                             | Joe!/Cercati un posto per morire                                       |
| AMP 46             | 1968    | Bruno Nicolai                                                             | Espanto en el corazon (canta Tomas Milian) / Americana (strumentale)   |
| AMP 47             | 1968    | Michele Lacerenza                                                         | The last souvenir / Concerto per un killer                             |
| AMP 50             | 10-1968 | Ennio Morricone                                                           | Eat It (strumentale) / Splash (canta Peter Boom)                       |
| AMP 66             | 1969    | Marc 4                                                                    | Mooke/Simona                                                           |
| AMP 74             | 1970    | Ennio Morricone                                                           | Il clan dei Siciliani / Tema per Le Goff                               |
| AMP 77             | 03-1970 | Ennio Morricone (canta Don Powell)                                        | I cannibali: Song of Life / Cannibal                                   |
| AMP 89             | 1971    | Olympia & I 4 + 4 di Nora Orlandi                                         | Lyonesse/Vi sembra facile                                              |
| AMP 91             | 10-1971 | Ennio Morricone                                                           | Tre donne: Canzone senza parole / Solitudine                           |
| AMP 92             | 1971    | Ennio Morricone                                                           | Incontro / Per Claudia                                                 |
| AMP 94             | 1971    | Giuliana Valci                                                            | Lyonesse/Vi sembra facile                                              |
| AMP 101            | 10-1972 | Ennio Morricone                                                           | La banda J & S: Sweet Susan / Sonny                                    |
| AMP 113            | 1973    | Armando Trovajoli                                                         | Synthetizer Rhythmic / Son Finiti I Tempi Cupi                         |
| AMP 117            | 1973    | Armando Trovajoli                                                         | Ricordo di Lilia/Flip Top                                              |
| AMP 126            | 1974    | Franco Tamponi                                                            | Brigadier tango/Il brigadiere Zagaria ama la mamma                     |
| AMP 135            | 1974    | Daniele Paris                                                             | Il portiere di notte/Sonata 1950                                       |
| AMP 149            | 02-1975 | Ennio Morricone                                                           | Libera, amore mio! / Estate 1943                                       |
| AMP 159            | 1975    | Lelio Luttazzi                                                            | Un sorriso, uno schiaffo, un bacio in bocca / Calypso sotto la pioggia |
| AMP 169            | 1976    | Oliver Onions                                                             | Oh! Ettore/Oh! Ettore (strumentale)                                    |
| AMP 175            | 04-1976 | Nino Rota                                                                 | Lo scoparo / Ragazzo di borgata                                        |
| AMP 207            | 1978    | Ennio Morricone                                                           | Il prigioniero: L'estate è finito / I due prigionieri                  |
| AMP 225            | 1979    | Buz Butler                                                                | Tesoro mio / Tesoro mio (strum)                                        |
| AMP 226            | 1980    | Johnny Dorelli                                                            | Bella da balbettare / Una luna in due                                  |
| AMP 227            | 1980    | Nico Fidenco                                                              | La mia mania/La barcaccia                                              |
| AMP 231            | 1980    | Detto Mariano                                                             | Ho fatto splash I/Ho fatto splash II                                   |
| AMP 233            | 1980    | Lucio Gori                                                                | Aria d'amore/Piangerà                                                  |
| AMP 237            | 1982    | Armando Trovajoli, con Paola Quattrini, Lia Zoppelli e Stefano Santospago | Lonelyness In New York/Manhattan's Trackin/Shama Shama                 |